# Wilsberg: Morderney
Morderney ist die 58. Folge der Fernsehfilmreihe Wilsberg. Der Film basiert auf der Wilsberg-Figur von Jürgen Kehrer. Die Erstausstrahlung erfolgte am 6. Januar 2018 im ZDF. Regie führte Dominic Müller, das Drehbuch schrieb Stefan Rogall.
In dieser 58. Wilsberg-Folge kommt es zu einem Crossover mit der ZDF-Reihe Friesland. Insa Scherzinger (Theresa Underberg) und Jan Brockhorst (Felix Vörtler) treten hier als Ermittler auf, da sich der Fall auf Norderney – also auf ostfriesischem „Hoheitsgebiet“ – ereignet und Privatdetektiv Georg Wilsberg dort eigentlich nur Urlaub machen will.

## Handlung
Wilsberg fährt zum ersten Mal mit Anna gemeinsam in den Urlaub. Merle ist auch dabei, worüber weder Wilsberg noch Merle begeistert sind. Als sie auf Norderney ihr Ferienhaus beziehen, das Merles Vater gehört und keinen sonderlich vertrauenerweckenden Eindruck macht, finden sie die Tür aufgebrochen vor und entdecken nach kurzer Suche im Haus einen Mann, der in der Toilettenschüssel mit Klebeband fixiert zu ertrinken droht. Er stellt sich als Gregor Schott vor, der aufgrund einer verlorenen Wette von „seinen Jungs“ in diese Situation gebracht worden sei. Noch am gleichen Abend treffen sie ihn als Kellner in einem Restaurant wieder, doch als er sich um die Bestellung der drei Urlauber kümmern will, wird er von einem anderen Gast sehr schroff zu sich gerufen. Merle und Wilsberg stellen sogleich Vermutungen über diesen Gast und seine sehr viel jüngere Frau an. Von der Restaurantsbesitzerin, Wencke Harms, erfährt Wilsberg später, dass es sich bei den beiden um den Frachtunternehmer Hauke Tiedemann und seine Frau Saskia handelt, die vor einigen Jahren Miss Norderney gewesen sei. Harms selber könne Tiedemann nicht besonders leiden, weil er Stück für Stück die Insel aufzukaufen versuche, ohne Rücksicht auf den bestehenden Naturschutz.
Am nächsten Tag wird Gregor Schott am Strand tot aufgefunden. Merle berichtet der Ortspolizistin, Grit Vierboom, von ihren Beobachtungen am Vorabend im Restaurant. Dennoch geht Vierboom von einem Unfall aus und sieht keine Veranlassung für weitere Maßnahmen, bis Kommissar Brockhorst aus Leer eintrifft und zu seiner Überraschung die Apothekerin Insa Scherzinger antrifft, die sich hobbymäßig als Forensikerin betätigt und eine Freundin der Ortspolizistin ist. Brockhorst fühlt sich sofort zu Anna hingezogen, was Wilsberg nicht gerade erfreut. Merle weiß, dass ihre Tante im Urlaub ihre Ruhe haben möchte, daher ruft sie Overbeck an, der sich ebenfalls in die Ermittlungen einmischt. Während es zwischen den Beamten noch Kompetenzgerangel gibt, findet Wilsberg eine heiße Spur: Das Opfer hatte nachweislich mit Saskia Tiedemann eine Affäre. Auch Overbeck und Insa Scherzinger finden Hinweise, die Hauke Tiedemann belasten: Auf seinem Teppich finden sich Blutspuren, die nach Scherzingers Analyse zweifelsfrei von Gregor Schott stammen. Wilsberg dringt mit Overbeck heimlich in Tiedemanns Lagerräume ein, wo sie das Motorrad des Bauunternehmers Boris Johannsen vorfinden. Johannsen selbst ist verschwunden, Wilsberg wittert auch hier einen Mord. Unter einem frischen Sandhügel am Strand findet Vierboom schließlich gemeinsam mit Scherzinger, Overbeck und Wilsberg Johannsens Leiche.
Es stellt sich am Ende heraus, dass Tiedemann Johannsen erschlagen hat, weil dieser sich aus einem geplanten Bauvorhaben zurückziehen wollte. Er hatte Johannsen erlaubt, seine Frau zu vergewaltigen, um gleichzeitig sie für ihre Affäre mit Schott zu bestrafen und Johannsen für das Projekt zurückzugewinnen. Diese Tat hat Gregor Schott zu verhindern versucht, wobei er von Johannsen erschlagen wurde.
Während Overbeck mit Merle zurück nach Münster fährt, genießen Anna und Georg ihre zweite Urlaubswoche allein auf Norderney.

## Trivia
Der Running Gag „Bielefeld“ erscheint in der 13. Minute, als Grit Vierboom Wilsberg fragt, woher er kommt, und auf dessen Antwort, er komme aus der schönsten Stadt Westfalens, auf Bielefeld tippt.
Ekki und Alex sind bei diesem Fall nicht direkt involviert, sondern hüten nur Wilsbergs Wohnung und Geschäft während seiner Abwesenheit.
Anna erwähnt am Anfang, dass Merle gerade ihr Abitur gemacht hat – der erste genauere Hinweis auf Merles Alter.
Die Figuren Jan Brockhorst und Insa Scherzinger aus der TV-Serie Friesland sind in dieser Folge als Gastrollen involviert.
Ingo Hannemann, Geschäftsführer der Hamburger Wasserwerke, hat einen Cameo-Auftritt (zu sehen ab 01:18:29).
Am Ende der Episode wird der Titel Island In The Sun von Weezer aus dem Jahr 2001 gespielt.

## Rezeption

### Einschaltquote
Bei der Erstausstrahlung von Morderney am 6. Januar 2018 im ZDF wurde der Film in Deutschland von insgesamt 8,31 Millionen Zuschauern gesehen und erreichte einen Marktanteil von 25,3 Prozent.

### Kritik
Tilmann P. Gangloff meinte bei tittelbach.tv zu dieser Folge: „Über die Originalität des Titels kann man streiten, und auch die Krimihandlung ist nicht gerade von bemerkenswertem Einfallsreichtum, aber das ist egal.“ Dieses Crossover der Krimireihen Wilsberg und Friesland „sorgt für viele heitere Momente, zumal ‚Brocki‘ großen Gefallen an der Kollegin findet und der nachgereiste Overbeck sich prompt in die fesche Insa verguckt. Die besten Dialoge aber hat wieder mal Janina Fautz als Nachwuchsdetektivin.“
Bei der Neuen Osnabrücker Zeitung schrieb Harald Keller: „Mit diesem sogenannten Crossover, in den USA eine häufige Übung, ist Autor Stefan Rogall eine echte Programmperle gelungen. Die Figuren beider Reihen zeigen sich in Bestform, die originellen, anspielungsreichen Dialoge funkeln und sprühen nur so vor Witz. Overbeck ist verknallt, Wilsberg bekommt Grund zur Eifersucht – ein echtes Vergnügen.“
Sabine Fischer von der Berliner Morgenpost urteilte: „Regisseur Dominic Müller und Autor Stefan Rogall [spielen] das humoristische Wer-mit-Wem clever aus und diskutieren dabei hinter dem netten Augenzwinker-Gestus ernstere Themen.“ „Fazit: Wie gewohnt geht es weniger um Mord, sondern um Verwicklungen und Beziehungskisten – dieses Mal besonders gelungen.“
Die Kritiker der Fernsehzeitschrift TV Spielfilm zeigten für den Teil den Daumen zur Seite und fanden, der „Ortswechsel und Gäste aus den ‚Friesland‘-Krimis gefallen, dennoch ist vieles zu krampfig.“ Das „Ermittlertreffen“ sei „eher luftig als konzentriert“.
Die Frankfurter Neue Presse kritisierte: „Wenn insgesamt sieben Leute gerne [den] Mörder herausfinden wollen, ist das keine allzu gute Voraussetzung für einen stringenten Krimi.“ „Nicht optimal passt auch der zweite Tote, ein extrem unangenehmer Geschäftspartner […]: Seine Wirkung bleibt gleich Null, weil er in der Handlung fast gar keine Präsenz zeigt. So kommt am Ende zwar durch die mit sichtlichem Vergnügen agierenden Schauspieler eine ganz ordentliche Komödie heraus. Aber als Krimi gehört ‚Morderney‘ nicht zu den Höhepunkten im Universum von ‚Wilsberg‘ und ‚Friesland‘.“